# Species plantarum
Species plantarum är titeln på ett verk i två delar av Carl von Linné, i vilket han beskrev alla av honom kända växtarter och använde binomial nomenklatur för första gången. Vid de Internationella Botaniska Kongresserna i Wien 1905 och Bryssel 1910 fastställdes utgivningen av Species plantarum som startpunkt för namngivningen av de flesta växtgrupper (ej svampar).

## Om verket
Förstaupplagan utgavs 1753 med den fullständiga titeln Species plantarum, exhibentes plantas rite cognitas, ad genera relatas, cum differentiis specificis, nominibus trivialibus, synonymis selectis, locis natalibus, secundum systema sexuale digestas av stockholmsförläggaren Lars Salvius och är tillägnad "Stormagtigste Allernågigste Konung och Drottning Adolph Frideric, Lovisa Ulrica, Sveriges, Göthes och Vendes Konung och Drottning!". Första volymen av förstaupplagan omfattar elva onumrerade sidor och sidorna 1 - 560, medan andra volymen täcker sidorna 561 - 1200.
Linnés motståndare och kritiker Albrecht von Haller betecknade verket som Linnés "maximum opus, et aeternum".

### Dess tillkomst

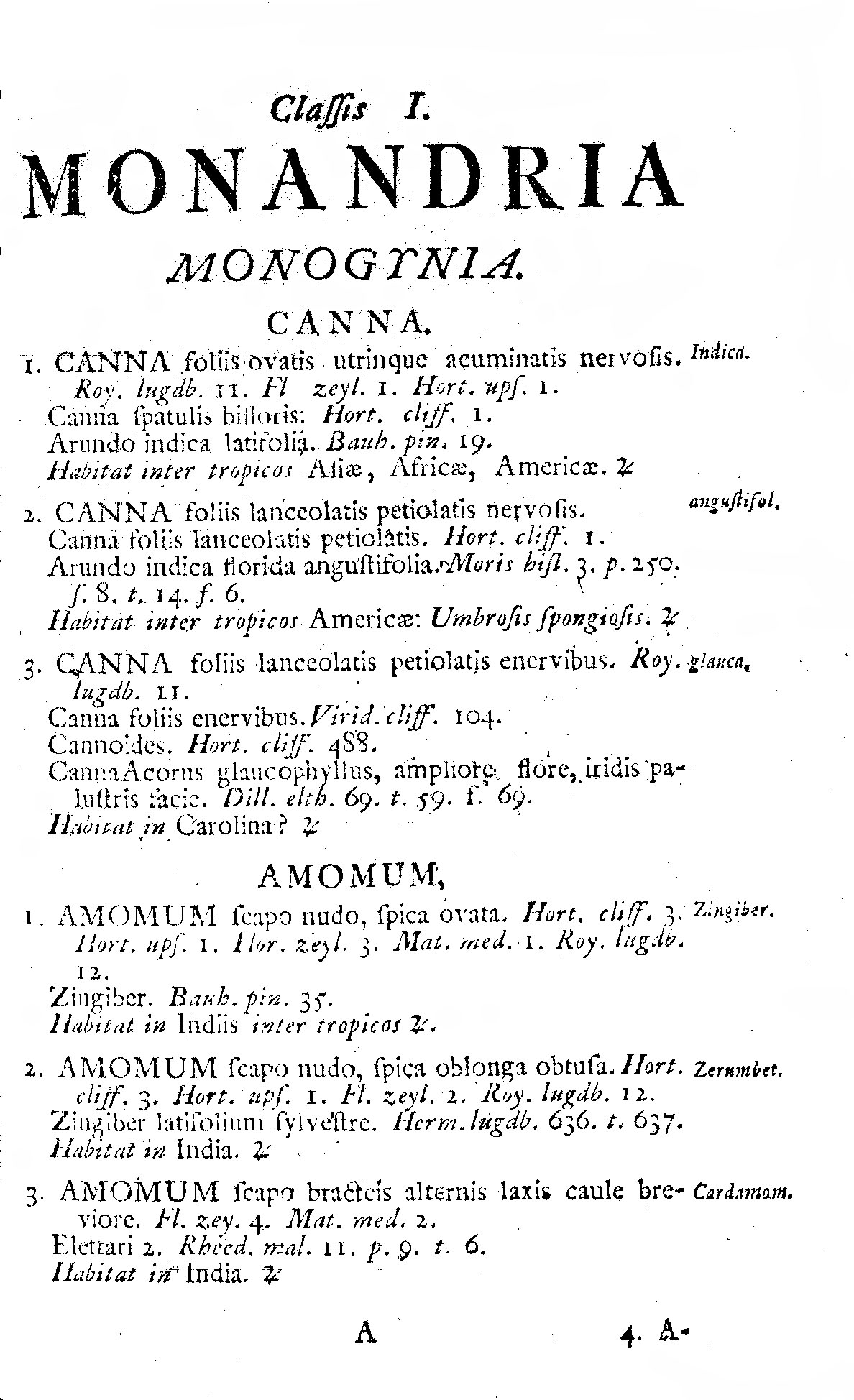
Sidan 1 i Species Plantarum som beskriver arterna av släktena Canna och Amomum, vilka tillhör Klass 1 Monandria i Linnés sexualsystem.

Redan på våren(?) 1733 nämnde Linné sina avsikter att skriva Species plantarum i ett brev till kanslern för Uppsala universitet, Gustaf Cronhielm:
"η och Θ är Species plantar. där jag tänker wisa att fast Botanici glorijera sig till denna tiden uppfunnit 20000 plantar. species, [de] doch eij werkel. äro mehr än 8000, sedan variationes blifwit lagda under sina speciebus. då man på ... ... will fatta alt reelt wara, att hwar ört in primo intuitu kan finnas utan beskrifning och figur."
Till det slutgiltiga förverkligandet av detta omfångsrika företag gick det dock tjugo år, under vilka Linné skaffade sig detaljerad kunskap om växterna i Sverige genom sina resor, genom att beskriva de olika lokala flororna samt inventera botaniska trädgårdar.
1746 inledde han sitt arbete med verket och i ett brev till Abraham Bäck nämner han återigen sitt arbete med Species plantarum:
... jag håller på med species plantarum och arbetar från morgon till affton, att jag nästan där af grånar.
Tre år senare, i mitten av oktober 1749, skrev han återigen till Bäck:
Jag begynner aldeles slå species plantar. utur tankarne, jag har sedan i fiohl ej fått tid att se på dem. Jag kiörde då åstad alt til Polyandria; det är mig omögligt på ett helt åhrs ständiga arbete expediera dem: jag har lust lämna det giorde till ett inventarium äfter mig, at äfterwärden kan se at jag kunnat giort det, om jag haft tid och welat. Men skall jag arbeta mig till döds; skall jag aldrig få se äller smaka wärlden? Hwad winner jag där med? Man blifwer ej slug för än på slutet.
I början av 1751 tog Linné sig på nytt an utmaningen med Species plantarum. Framstegen på verket framgår av breven till Bäck:
- I början av juli 1751: Poa (sid. 67)
- I slutet av november 1751: Icosandria (sid. 466) 
- I mitten av mars 1752: Syngenesia (sid. 789) 
- I mitten av juni 1752: "jag har slutat mine species" (sid. 1200)

På ett drygt år hade Linné beskrivit ungefär 7300 arter på 1200 sidor.

### Innehåll

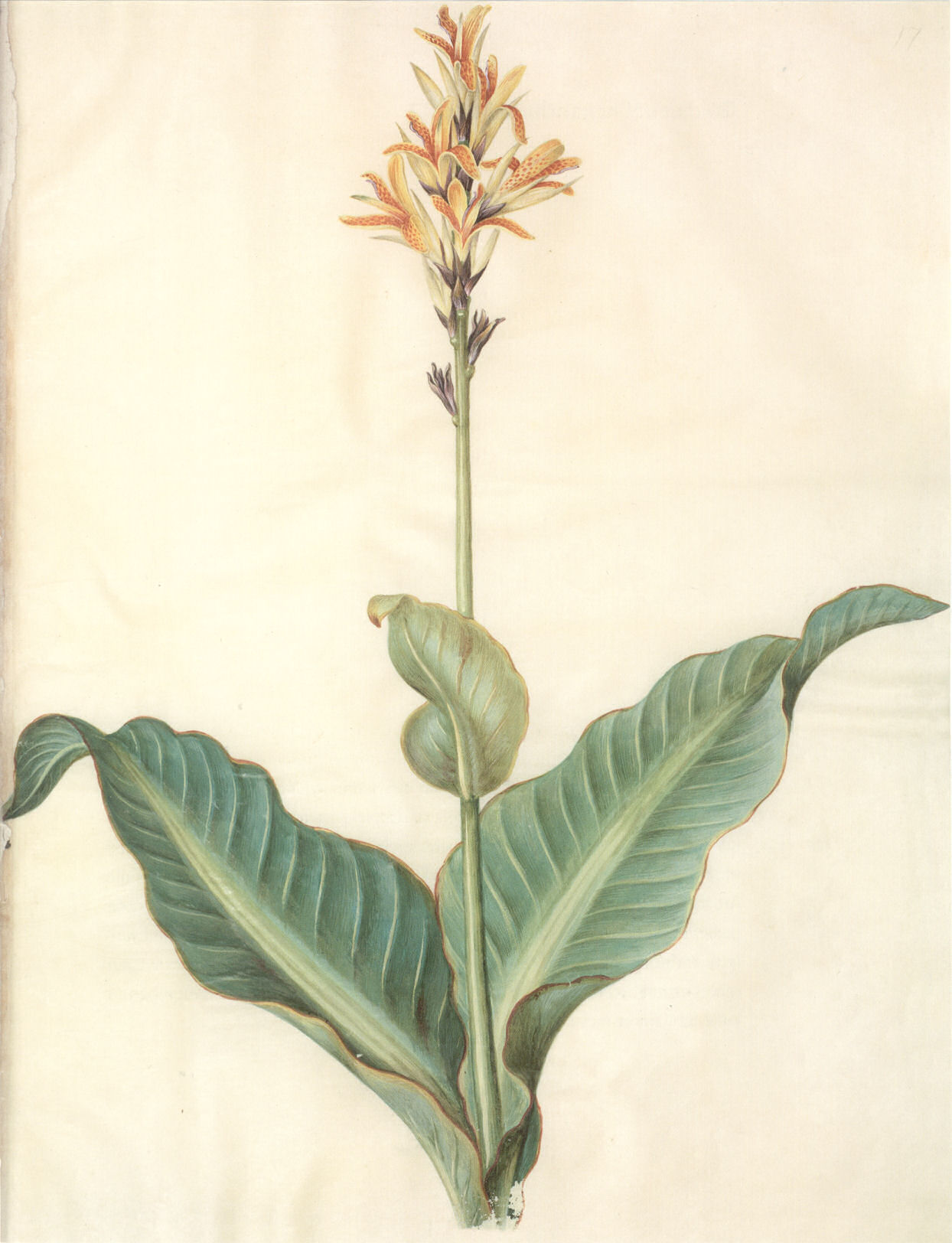
Röd arrowrot (Canna indica), här illustrerad i Gottorfer Codex, är den första växt som omnämns med ett binomen i Species plantarum.

Alla växtarter som är beskrivna i Species plantarum var kända av Linné genom egna iakttagelser. Antingen hade han sett dem på sina resor i Sverige, undersökt dem som odlade i botaniska trädgårdar eller studerat dem som herbariematerial.
I sitt förord (Lectori Aequo) berättade Linné bl.a. kort om de resor han gjort, om beskrivna trädgårdar och herbarier samt om sina studenter. Till förordet är knutet en lista över de författare som han citerat:Auctores, uppdelade på reformatores och usitatiores.
Slutet består av ett register över släkten (Index Genorum), ett register över synonymer (Index Synonymorum) samt en lista över artepitet (Nomina trivialia).
Huvuddelen av verket består av korta artbeskrivningar. Varje art har ett beskrivande "fullständigt namn" som Linné skapat efter de regler som han angav i Philosophia botanica. Efter detta fullständiga namn, citeras kort de verk där det använts. Därefter följer synonymer som använts av andra författare. Om Linné omnämnt arten i något av sina tidigare verk, står dessa synonymer först. För sällsynta eller nyupptäckta arter har han bifogat en hänvisning till en illustration. I slutet av varje beskrivning anger han växtens utbredning och markerar med en symbol om växten är ettårig (๏), tvåårig (♂) eller flerårig (♃).
Speciell betydels har artepitetet, "trivialnamnet", som han markerade i marginalen för varje art och som var en nyskapelse i förhållande till hans tidigare verk. Släktnamnet och artepitetet bildar tillsammans artens vetenskapliga namn (binomen) så som det fortfarande gör inom den biologiska nomenklaturen.
Linnés beskrivning av Röd arrowrot (Canna indica) - med det "fullständiga namnet" Canna foliis ovatis utrinque acuminatis nervosis och synonymerna Canna spatulis bifloris och Arundo indica latifolia - ser ut som nedan:
| CANNA. 1. CANNA foliis ovatis utrinque acuminatis nervosis. Indica Roy. lugdb. 11. Fl. zeyl. 1. Hort. ups. 1. Canna spatulis bifloris. Hort. cliff. 1. Arundo indica latifolia. Bauh. pin. 19. Habitat inter tropicos Asiae, Africae, Americae. ♃ |

### Upplagor
- 1:a upplagan, Lars Salvius: Stockholm 1753, 8°, 1200 sidor
- 2:a upplagan (Editio secunda), Lars Salvius: Stockholm 1762, 8°, 1684 sidor
- 3:e upplagan (Editio tertia), Johann Thomas von Trattner: Wien 1764, 8° – korrigerat eftertryck av 2:a upplagan, 1682 sidor

1767 publicerade Linné Mantissa plantarum och 1771 Mantissa plantarum altera vilka, tillsammans med Linnés son Carls Supplementum plantarum (till en del bestående av arter beskrivna av fadern) 1781, utgör supplement till andra och tredje upplagorna.
Efter Linnés död utgavs en Systema plantarum, vilken bestod av Species plantarum, Linnés båda Mantissae och dennes Systema vegetabile, av Johann Jakob Reichard, Jonas Dryander, Sigismund Bacstrom och Joseph Banks i fyra volymer 1779 - 1780 (Frankfurt am Main). Därefter utkom en mycket utökad Editio quarta, post Reichardianam quinta med över 16000 arter av Carl Ludwig Willdenow i sex volymer, i tretton delar, från 1797 - 1830 (Berlin), vilken fullföljdes efter Willdenows död 1812 av Heinrich Friedrich Link, Albert Dietrich och Christian Friedrich Schwägrichen vilka även gav ut en Editio sexta i två volymer 1831 - 1833 (Berlin).

## Binomial nomenklatur för växter
Gaspard Bauhin hade i Pinax Theatri Botanici (Basel 1623) gjort ett försök att bringa reda i den förvirrande mångfalden av växtnamn (c:a 6000 arter). Han skilde konsekvent mellan begreppen släkte och art. Bauhin beskrev varje växtart med ett släktnamn och minst ett tilläggsord, som skilde den beskrivna arten från andra arter av samma släkte (som hans namn Arundo indica latifolia för Canna indica i exemplet ovan). Med upptäckten av nya arter blev de olika fraserna (de "diagnostiska namnen") allt längre. En art av iris hette exempelvis Iris bulbosa lutea versicolor latiflora major et elatior , en annan Iris bulbosa lutea versicolor latiflora humilior quadriplex, en tredje Iris bulbosa lutea versicolor latiflora qua duplex est osv.. För att nämna en art var man tvungen att ge en hel beskrivning av den.
I de manuskript till Species plantarum som Linné hade utarbetat före 1749 finns inga häntydningar till en binomial namngivning. I registret till sin Öländska och Gothländska Resa (1745) hade han dock redan benämnt växterna med en förkortad tvåledad form. Även i växtförteckningen i Pan Suecicus (1749) använde han konsekvent epitheton quoddam loco differentiae (ett epitet i stället för diagnostisk fras) Idén om ett "trivialnamn" för att beteckna arten formulerade han först i § 257 av Philosophia botanica 1751, som inleds:
"Ett giltigt artnamn för en art skall åtskilja växten från alla andra arter i släktet; trivialnamn kan väljas oberoende av alla regler..."
Detta namn, artepitetet, som fogas till släktnamnet, borde så vitt möjligt uttrycka den väsentliga skillnaden mellan arten och andra arter av släktet. För Linné var det också tillåtet att använda ett särskilt påfallande kännetecken, lokala uttryck eller upptäckarens namn.
Resultatet av att införa en binomial nomenklatur blir att namngivningen konsekvent separeras från beskrivningen.